# Dicasterie voor de Clerus
Het dicasterie voor de Clerus is een orgaan van de Romeinse Curie.
Het dicasterie werd ingesteld op 5 juni 2022 bij de inwerkingtreding van de apostolische constitutie Praedicate Evangelium. De op dezelfde datum opgeheven congregatie voor de Clerus werd in dit dicasterie geïncorporeerd; de taken en bevoegdheden van dit orgaan werden overgedragen aan het dicasterie. Het pauselijke Genootschap voor de Priesterroepingen en de Permanente Interdicasteriale Commissie voor de Vorming van de Heilige Wijding vallen ook onder de verantwoordelijkheid van dit dicasterie.
De prefect van de congregatie voor de Clerus, Lazarus You Heung-sik, bleef aan als prefect van het dicasterie.